# Dżurów (gmina)
Dżurów – dawna gmina wiejska w powiecie śniatyńskim województwa stanisławowskiego II Rzeczypospolitej. Siedzibą gminy był Dżurów.
Gminę utworzono 1 sierpnia 1934 r. w ramach reformy na podstawie ustawy scaleniowej z dotychczasowych gmin wiejskich: Dżurów, Nowosielica, Popielniki, Rudniki i Tuczapy.
Po II wojnie światowej obszar gminy znalazł się w ZSRR.